# Farní sbor Českobratrské církve evangelické v Chebu
Farní sbor Českobratrské církve evangelické v Chebu je sborem této církve v městě Chebu. Sbor patří do západočeského seniorátu.

## Historie sboru
Historie sboru souvisí s kostelem sv. Mikuláše, který byl od roku 1564 do 1627 evangelický. Protireformace ve městě však působila a roku 1627 byl Cheb znovu katolický.
Ve 2. polovině 19. století probíhá rozvoj průmyslu. Přicházejí dělníci ze Saska, kteří byli převážně evangelíky. Proto navštěvovali bohoslužby v blízkých městech na německé straně a také v Aši a v Plesné. Po složitých jednáních bylo povoleno založení evangelického sboru roku 1862. Bohoslužby se zpočátku konaly v pronajatém sále v budově soudu (do roku 1868) a následně v sále v soukromém domě. Roku 1865 byla postavena fara, sloužící také jako škola. Díky sbírkám v Sasku a Braniborsku mohla pokračovat také stavba vlastního kostela Pokoje v Chebu. Ta probíhala od roku 1869 do roku 1871.
Po rozpadu Rakousko-Uherska se sbor připojil k Německé evangelické církvi v Čechách, na Moravě a ve Slezsku, která zanikla po Druhé světové válce. Bohoslužebné budovy převzal sbor Českobratrské církve evangelické, utvořený v Chebu roku 1947.
K 1. lednu 2019 měl sbor 45 členů.

## Faráři sboru
- 1890–1894 Ferdinand Hrejsa
- 1947-1953 Jan Barthell
- 1952-1953 Bohuslav Holý
- 1954-1958 Ilja Burian
- 1955–2008 Lubomír Líbal (služba postupně pro Aš, pro Františkovy Lázně, 1993–1999 seniorem západočeského seniorátu)
  - 1999-2001 Kathrin Frowein, vikářka Bavorské církve
- 2008–2010 Marek Ryšánek
- 2010–2016 Pavel Hejzlar
- 2016–2020 Petr Tomášek
- 2022- Vlasta Groll